# 피아노 소나타 5번 (프로코피예프)
세르게이 프로코피예프의 피아노 소나타 5번 다장조 작품 38은 1923년 작곡되었다. 그는 30년 후 그의 삶이 끝날 때 이 버전을 수정했고 그의 Opus 135로 출판되었다. 일반적으로 이 버전이 연주된다. 이 작품은 음악학자이자 친구인 Pierre Souvtchinski에게 헌정되었다. 프로코피예프의 다른 피아노 소나타 8곡은 모두 러시아에서 작곡되었다. 러시아에서 1952~53년에 만들어진 이 작품에 대한 수정은 대부분 마지막 악장에 있다.

## 악장
1. 알레그로 트란킬로
2. 안단티노
3. 운 포코 알레그레토